# Línia 7bis del metro de París
La línia 7bis del metro de París és una de les setze línies del metro de París. Es troba al nord-est de la ciutat de París, íntegrament al 19è arrondissement. Enllaça l'estació de Louis Blanc, a l'oest, amb Pré Saint Gervais, a l'est. Juntament amb la línia 3bis és la línia més curta i la que menys viatgers transports amb menys de quatre milions de viatgers l'any 1998.
La línia va obrir l'any 1911 com un ramal de la línia 7, el 1967 es va separar d'aquesta línia per equilibrar el trànsit i va esdevenir una línia autònoma.

## Història

### Cronologia
- 18 de gener de 1911: Inauguració del tram Louis Blanc - Pré Saint Gervais, explotat com un ramal de la línia 7.
- 3 de desembre de 1967: el tram entre Louis Blanc i Pré Saint Gervais se separa de la línia 7 i esdevé la línia 7bis.
- 1993-1994: la línia és l'única de la xarxa equipada amb els nous trens MF 88.